# Knyk
Knyk (en allemand : Knik) est une commune du district de Havlíčkův Brod, dans la région de Vysočina, en République tchèque. Sa population s'élevait à 440 habitants en 2019.

## Géographie
Knyk se trouve à 5 km au nord de Havlíčkův Brod, à 28 km au nord de Jihlava et à 95 km au sud-est de Prague.
La commune est limitée par Horní Krupá au nord, par Dolní Krupá et Břevnice à l'est, par Havlíčkův Brod au sud, et par Veselý Žďár et par Zbožice, un quartier exclavé de Havlíčkův Brod, à l'ouest.

## Histoire
La première mention écrite de la localité date de 1472.

## Administration
La commune se compose de deux quartiers :
- Knyk
- Rozňák

## Transports
Par la route, Knyk se trouve à 5 km de Havlíčkův Brod, à 31,5 km de Jihlava et à 113 km de Prague.